# Ectinosoma curticorne
Ectinosoma curticorne är en kräftdjursart som beskrevs av Boeck 1873. Ectinosoma curticorne ingår i släktet Ectinosoma och familjen Ectinosomatidae. Inga underarter finns listade i Catalogue of Life.